# Funcions parelles i imparelles
En matemàtiques, les funcions parelles i les funcions imparelles (o senars) són funcions que satisfan unes relacions de simetria particulars respecte als canvis de signe. Són importants en moltes àrees de l'anàlisi matemàtica, especialment en l'estudi de les sèries de potències i les sèries de Fourier.
La paritat d'una funció és el seu caràcter parell, imparell, o cap dels dos.
Les funcions parelles o imparelles reben aquest nom per la paritat dels potències de les funcions potencials que satisfan cada condició: la funció f(x) = xn és una funció parella si n és un enter parell, i és una funció imparella si n és un enter imparell.

## Funcions parelles

ƒ(x) = x² és un exemple d'una funció parella.

Sigui f(x) una funció real de variable real. Es diu que f és parella si la relació següent se satisfà per a tot x en el domini de f :
{\displaystyle f(x)=f(-x).\,}
Geomètricament, el graf d'una funció parella és simètric respecte a l'eix de les ordenades OY, és a dir, el seu graf roman inalterat després d'una reflexió respecte a l'eix OY.
Exemples de funcions parelles són la funció valor absolut |x|, les potències parelles x², x4, etc., el cosinus cos(x), i el cosinus hiperbòlic cosh(x).

## Funcions imparelles

ƒ(x) = x^{3} és un exemple d'una funció imparella.

Sigui ara f (x) una funció real d'una variable real. Es diu que f és imparella si, per a tot x en el domini de f, se satisfà
{\displaystyle f(-x)=-f(x)\,.}
Si una funció imparella f està definida en x=0, llavors la propietat anterior implica necessàriament que 
f(0) = 0.
Geomètricament, el graf d'una funció imparella té simetria rotacional respecte a l'origen, en el sentit que el seu gràfic roman inalterat després d'una rotació de 180 graus respecte a l'origen.
També ho podem expressar dient que el graf de f té simetria de reflexió respecte a l'origen.
Exemples de funcions imparelles són les potències imparelles x, x3, etc., la funció sinus sin(x), i el sinus hiperbòlic sinh(x).

## Alguns fets

La funció ƒ(x) = x^{3} + 1 no és ni parella ni imparella.

Una funció parella o imparella no té per què ser diferenciable, ni tan sols contínua. Per exemple, la funció de Dirichlet és parella, però no és contínua enlloc. Les propietats que impliquen sèries de Fourier, sèries Taylor, derivades, etc., només es poden aplicar quan aquestes entitats existeixen.

### Propietats bàsiques
- L'única funció que és alhora parella i imparella és la funció constant igual a zero (i.e. f (x) = 0 per a tot x).
- La suma d'una funció parella i una d'imparella no és en general ni parella ni imparella, llevat que una de les funcions sigui igual a zero.
- La suma de dues funcions parelles és parella, i qualsevol múltiple constant d'una funció parella és parella.
- La suma de dues funcions imparelles és imparella, i qualsevol múltiple constant d'una funció imparella és imparella.
- El producte de dues funcions parelles, o de dues funcions imparelles, és una funció parella.
- El producte d'una funció parella i una funció imparella és una funció imparella.
- La inversa multiplicativa d'una funció parella o imparella (que no s'anul·li) té la mateixa paritat.
- La derivada d'una funció parella és imparella.
- La derivada d'una funció imparella és parella.
- La composició de dues funcions parelles és parella, i la composició de dues funcions imparelles és imparella.
- La composició d'una funció parella i una funció imparella és parella.
- La composició de qualsevol funció amb una funció parella és parella (però no viceversa).
- La integral d'una funció integrable imparella sobre un interval [-A,+A] és zero.
- La integral d'una funció integrable parella sobre l'interval [-A,+A] és dues vegades la integral de la mateixa funció sobre [0,+A].

### Sèries
- La sèrie de MacLaurin d'una funció parella inclou només potències parelles.
- La sèrie de MacLaurin d'una funció imparella inclou potències només imparelles.
- La sèrie de Fourier d'una funció parella periòdica inclou només termes de cosinus.
- La sèrie de Fourier d'una funció imparella periòdica inclou només termes de sinus.

### Estructura algebraica
- Qualsevol combinació lineal de funcions parelles és parella, i les funcions parelles formen un espai vectorial sobre els reals. Similarment, qualsevol combinació lineal de funcions imparelles és imparella, i les funcions imparelles també formen un espai vectorial sobre els reals. De fet, l'espai vectorial de totes les funcions reals és la suma directa dels subespais de les funcions parelles i de les funcions imparelles. En altres paraules, tota funció f(x) es pot escriure de forma única com la suma d'una funció parella i una funció imparella:

{\displaystyle f(x)=f_{\text{+}}(x)+f_{\text{-}}(x)\,,}
on
{\displaystyle f_{\text{+}}(x)={\tfrac {1}{2}}[f(x)+f(-x)]}
és parella i
{\displaystyle f_{\text{-}}(x)={\tfrac {1}{2}}[f(x)-f(-x)]}
és imparella. Per exemple, si f és exp, llavors f+ és cosh i f- és sinh.
- Les funcions parelles formen una àlgebra commutativa sobre els reals. Això no és cert per a les funcions imparelles, ja que el producte de dues d'elles no és una altra funció del mateix tipus.

### Harmònics
En el processament de senyal, la distorsió harmònica ocorre quan un senyal sinusoidal s'envia a través d'un sistema no lineal sense memòria, és a dir, un sistema on la sortida al temps {\displaystyle t} només depèn de l'entrada al temps {\displaystyle t} i no de l'entrada a temps anteriors. Tal sistema és descrit per una funció de resposta {\displaystyle V_{\text{out}}(t)=f(V_{\text{in}}(t))}. El tipus d'harmònics produït depèn de la funció de resposta {\displaystyle f}:
- Quan la funció resposta és parella, el senyal resultant consta només d'harmònics parells de l'ona de sinus d'entrada; {\displaystyle 2f,4f,6f,\dots \ }
  - La fonamental és també un harmònic imparell, així que no hi serà present.
  - Un exemple simple és un rectificador d'ona.
- Quan és imparella, el senyal resultant consta només d'harmònics imparells de l'ona de sinus d'entrada; {\displaystyle 1f,3f,5f,\dots \ }
  - Un exemple simple és el clipping en un amplificador equilibrat simètric.
- Quan és asimètric, el senyal que resulta en pot contenir harmònics parells o imparells; {\displaystyle 1f,2f,3f,\dots \ }